# Јелена Вајс Беложанска
Јелена Вајс Беложанска (Кијев, 1. април 1903 – Београд, 22. децембар 1983) била је балерина и кореографкиња. 

## Биографија
Школовала се за балерину у Москви и Ковну. У Литванској опери је 1920. године наступала као солисткиња. Касније се усавршавала у Риги, Лондону и Ници, док је у Београд стигла 1938. године.

### Каријера
Када је уследила окупација Јелена је играла под уметничким руководством С. Мандукић, а од краја 1944. била је чланица Балета Народног позоришта, у којем је одиграла Дадиљу (С. Прокофјев, Ромео и Јулијa), Иродијаду (Р. Штраус, Саломa), Мајку (С. Христић, Охридска легенда) и друге улоге. Балетску каријеру прекинула је 1952. јер се определила да буде кореограф и редитељ својих дела. За своје прве балете у Београду Златна рибица (М. Логар) и Шпански капричо (Н. Римски Корсаков) радила је либрета и кореографију. Ови балети су премијерно изведени 1953. године.
Ауторка је либрета и кореографије за своје прве београдске балете Златна рибица (М. Логар) и Шпански капричо (Н. Римски Корсаков), које су премијерно изведене 1953. Балет на тему народне бајке Златна рибица поставила је у класичном играчком стилу одступивши од до тада уобичајеног фолклорно-карактерног идиома. У Савременом позоришту (Београдска комедија) радила је од 1954. до 1957. године углавном мјузикле, а затим је прешла у Нови Сад у Српско народно позориште, где је остала је до пензионисања 1959. године.  

## Допринос балетској уметности
Новосадском балетском ансамблу пренела је Фокинову кореографију Половецких игара (А. Бородин, Кнез Игор), поставила Силвију (Л. Делиб), као прво извођење у нашој земљи, а први пут су на репертоару били и балети Фантастични дућан играчака (Ђ. Росини / О. Респиги), Шпански капричо и Велеградске варијације (Љ. Бранђолица). Ослањајући се на вредности руске класичне школе и избором балетских дела богатила је репертоар и доприносила развоју балетске уметности у Србији. 